# Tricholochmaea chinensis
Tricholochmaea chinensis es una especie de insecto coleóptero de la familia Chrysomelidae.
Fue descrita científicamente en 1890 por Jacoby.